# Angoumien
L’Angoumien est un groupe géologique présent dans l'Angoumois, qui lui a donné son nom, mais également en Dordogne. Il a été défini en 1856 par Henri Coquand.
Il correspond à la partie supérieure du Turonien